# Badminton la Jocurile Olimpice de vară din 2008
Probele sportive de badminton la Jocurile Olimpice de vară din 2008 s-au desfășurat în perioada 9 - 17 august 2008 la sala de sport a Universitatății de Tehnologie din Beijing, China. Au fost 5 probe sportive, la care au participat 173 de sportivi.

## Medaliați
| Categorie           | Aur                                         | Argint                                       | Bronz                                      |
| Individual masculin | Lin Dan (CHN)                               | Lee Chong Wei (MAS)                          | Chen Jin (CHN)                             |
| Individual feminin  | Zhang Ning (CHN)                            | Xie Xingfang (CHN)                           | Maria Kristin Yulianti (INA)               |
| Dublu masculin      | Indonezia · Markis Kido · Hendra Setiawan   | China · Cai Yun · Fu Haifeng                 | Coreea de Sud · Lee Jae-jin · Hwang Ji-man |
| Dublu feminin       | China · Du Jing · Yu Yang                   | Coreea de Sud · Lee Kyung-won · Lee Hyo-jung | China · Zhang Yawen · Wei Yili             |
| Dublu mixt          | Coreea de Sud · Lee Yong-dae · Lee Hyo-jung | Indonezia · Nova Widianto · Lilyana Natsir   | China · He Hanbin · Yu Yang                |

## Clasament medalii
| Loc | Țară          | Aur | Argint | Bronz | Total |
| 1   | China         | 3   | 2      | 3     | 8     |
| 2   | Indonezia     | 1   | 1      | 1     | 3     |
| 2   | Coreea de Sud | 1   | 1      | 1     | 3     |
| 4   | Malaysia      | 0   | 1      | 0     | 1     |